# Các vụ tấn công ở Copenhagen năm 2015
Các vụ xả súng diễn ra vào ngày 14-15 tháng 2 năm 2015 tại hai địa điểm ở Copenhagen, Đan Mạch. Hai nạn nhân và thủ phạm tình nghi đã bị thiệt mạng, và năm cảnh sát bị thương.
Vụ nổ súng đầu tiên đã diễn ra vào ngày 14 tháng 2 tại một sự kiện buổi chiều nào được gọi là "Nghệ thuật, Báng bổ và Tự do ngôn luận" tại trung tâm văn hóa Krudttønden, nơi một tay súng giết chết một thường dân và làm bị thương ba sĩ quan cảnh sát. Nghệ sĩ Thụy Điển Lars Vilks là một trong những diễn giả và được cho là đã từng là mục tiêu chính do bản vẽ của ông về Muhammad.
Vụ nổ súng thứ hai diễn ra vào sáng hôm sau, ngày 15 tháng 2, gần thà
Đại Giáo đường Do Thái thành phố ở Krystalgade. Một tay súng đã giết chết một người đàn ông Do Thái đang làm nhiệm vụ an ninh trong một lễ kỷ niệm bat mitzvah, và làm bị thương hai cảnh sát. Sau buổi sáng hôm đó gần trạm Nørrebro, cảnh sát bắn chết một người đàn ông, sau khi ông này nổ súng vào họ trong khi cố gắng để vào một vị trí, giám sát. Người đàn ông này sau đó được xác định danh tính là Omar Abdel Hamid El-Hussein, người mà cảnh sát cho biết chịu trách nhiệm cho cả các cuộc tấn công.